# Акустика (група)
Акустика е българска поп група, създадена през 2000 година от компанията „Полисаунд“. Вокалист в групата е Благовест Зерлиев – Веско, Николай Николов е китарист, Стамен Янев – пиано. Като гостмузиканти в концертните и клубни участия се изявяват Дънди от Сленг – барабани и перкусия и Иван Несторов – бас.

## Песни
- Можеш ли
- Безкрайна нощ
- Не искам да съм сам[2]
- Не разбра ли, не искам
- Вълшебен цвят
- Защо